# Corb marí carunculat
El corb marí carunculat (Phalacrocorax carunculatus) és una espècie d'ocell de la família dels falacrocoràcids (Phalacrocoracidae). També se l'ha inclòs al gènere Leucocarbo com Leucocarbo carunculatus.

## Hàbitat i distribució
Habita illes i illots de l'Estret de Cook, al centre de Nova Zelanda.